# Liste der Biografien/Mare
Liste der Biografien |
Portal Biografien |
Personensuche
# |
A |
B |
C |
D |
E |
F |
G |
H |
I |
J |
K |
L |
M |
N |
O |
P |
Q |
R |
S |
T |
U |
V |
W |
X |
Y |
Z |
?
 
Ma |
Mb |
Mc |
Md |
Me |
Mf |
Mg |
Mh |
Mi |
Mj |
Mk |
Ml |
Mm |
Mn |
Mo |
Mp |
Mq |
Mr |
Ms |
Mt |
Mu |
Mv |
Mw |
Mx |
My |
Mz
 
Maa |
Mab |
Mac |
Mad |
Mae |
Maf |
Mag |
Mah |
Mai |
Maj |
Mak |
Mal |
Mam |
Man |
Mao |
Map |
Maq |
Mar |
Mas |
Mat |
Mau |
Mav |
Maw |
Max |
May |
Maz
 
Mara |
Marb |
Marc |
Mard |
Mare |
Marf |
Marg |
Marh |
Mari |
Marj |
Mark |
Marl |
Marm |
Marn |
Maro |
Marp |
Marq |
Marr |
Mars |
Mart |
Maru |
Marv |
Marw |
Marx |
Mary |
Marz
Die Liste der Biografien führt alle Personen auf, die in der deutschsprachigen Wikipedia einen Artikel haben. Dieses ist eine Teilliste mit 231 Einträgen von Personen, deren Namen mit den Buchstaben „Mare“ beginnt.

## Mare
- Mare, Andreas de, niederländisch-deutscher Orgelbaumeister der Spätrenaissance
- Mare, Arthur de la (1914–1994), britischer Diplomat, Schriftsteller
- Maré, Catya, deutsche Komponistin, Musikproduzentin, klassische Crossover Geigerin, bildende Künstlerin und Schriftstellerin
- Mare, Friedrich († 1358), Benediktinerabt in Liesborn
- Mare, Henry de la, englischer Ritter und Richter
- Mare, Johann Karl (1773–1835), deutscher Kupferstecher und Kartograf
- Mare, Marten de († 1612), Orgelbauer
- Mare, Walter de la (1873–1956), englischer Dichter, Autor von Kurzgeschichten, Romanen und Kinderbüchern

### Marea
- Mareades, Syrer, der mit den Sassaniden zusammenarbeitete

### Marec
- Marecek, Heinz (* 1945), österreichischer Schauspieler, Regisseur und Kabarettist
- Mareček, Jonáš (* 2001), tschechischer Biathlet
- Mareček, Lukáš (* 1990), tschechischer Fußballspieler
- Marecek, Pavel (* 1942), slowakischer Fußballtorhüter
- Marecek, Sarah (* 1985), österreichische Schauspielerin
- Mareček, Vlastislav (1966–2007), tschechischer Fußballspieler und -trainer
- Maréchal, Alain (* 1939), französischer Radrennfahrer
- Maréchal, Ambrose (1768–1828), französisch-US-amerikanischer Ordensgeistlicher, römisch-katholischer Erzbischof von Baltimore
- Maréchal, André (1916–2007), französischer Physiker und Spezialist für Optik
- Maréchal, Bernard (1840–1924), französischer Ordensgeistlicher, Gründer der Zisterzienserabtei Pont-Colbert
- Maréchal, Charles-Laurent (1801–1887), französischer Zeichner, Pastellist und Glasmaler
- Maréchal, Frédéric, französischer Amateurastronom
- Maréchal, Henri (1842–1924), französischer Komponist
- Maréchal, Jean (1910–1993), französischer Radrennfahrer
- Maréchal, Joseph (1878–1944), belgischer Ordensgeistlicher und Philosoph
- Marechal, Leopoldo (1900–1970), argentinischer Schriftsteller und Pädagoge
- Maréchal, Marion (* 1989), französische Politikerin, Abgeordnete der NationalversammlungMarion Maréchal (* 1989)

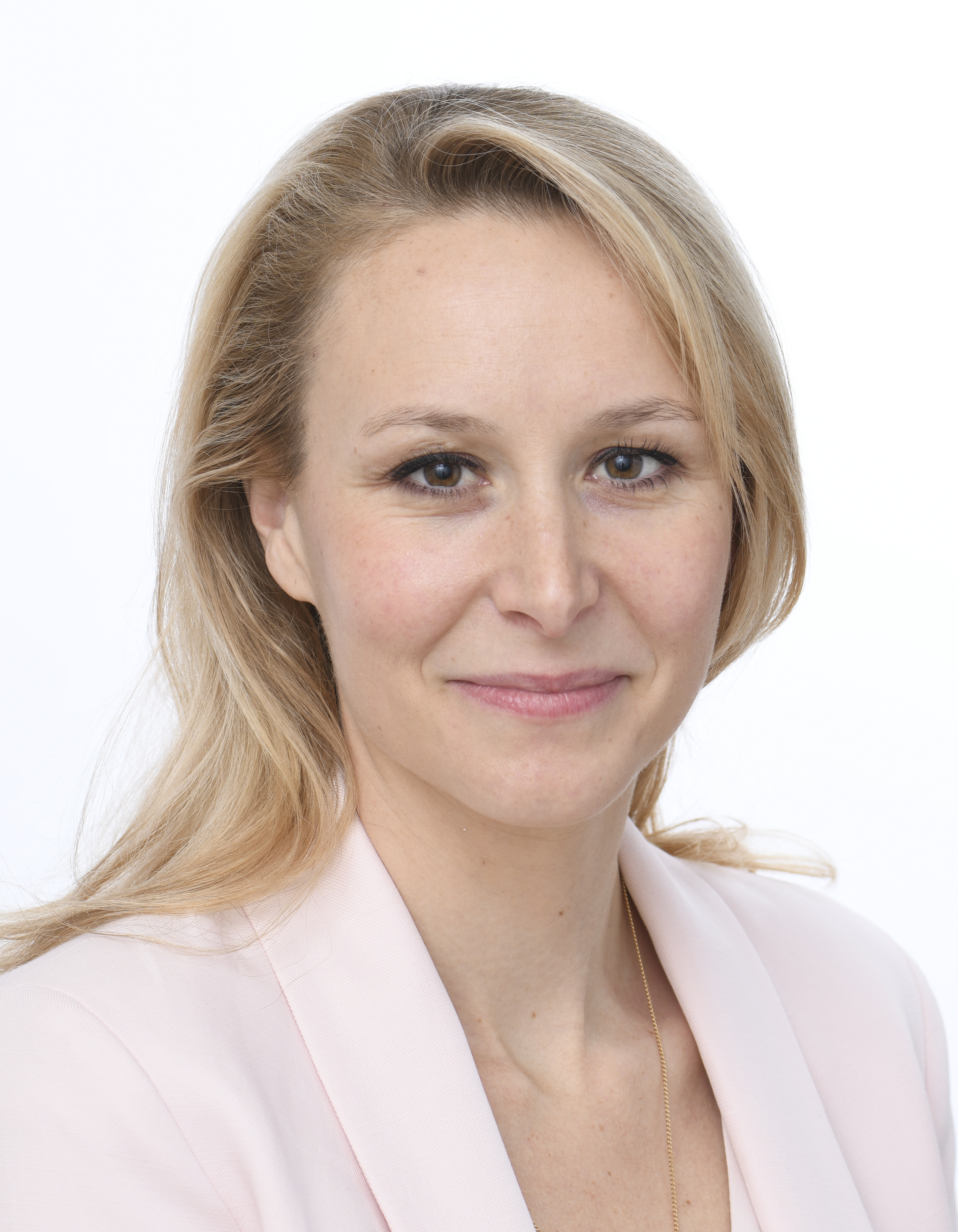
Marion Maréchal (* 1989)

- Maréchal, Maurice (1892–1964), französischer Cellist
- Maréchal, Nicolas (* 1987), französischer Volleyballspieler
- Maréchal, Sylvain (1750–1803), französischer Dichter und Philosoph
- Maréchal,Hugo (* 1955), belgischer Radrennfahrer
- Marechera, Dambudzo (1952–1987), simbabwischer Schriftsteller und Dichter
- Mareck, Titus (1819–1851), österreichischer Rechtsanwalt und Politiker
- Mareco, Juan Carlos (1926–2009), uruguayischer Schauspieler, Sänger, Komponist, Dichter und Schriftsteller
- Mareco, Sandro (* 1987), argentinischer Schachspieler
- Mareczek, Fritz (1910–1984), deutsch-österreichischer Komponist und Dirigent
- Mareczko, Jakub (* 1994), italienischer Radrennfahrer

### Mared
- Maredudd ab Owain († 1072), König des walisischen Fürstentums Deheubarth
- Maredudd ab Owain († 1265), walisischer Lord von Deheubarth aus der Dinefwr-Dynastie
- Maredudd ap Bleddyn († 1132), König von Powys (Wales)
- Maredudd ap Cynan († 1212), walisischer Herrscher von Gwynedd
- Maredudd ap Gruffudd, walisischer Lord of Caerleon
- Maredudd ap Gruffydd († 1155), Fürst von Deheubarth (Südwales) (1151–1155)
- Maredudd ap Rhys († 1271), Lord von Deheubarth in Südwales

### Maree
- Maree, David (* 1989), südafrikanischer Radrennfahrer
- Marée, Jolly (1920–2002), deutsche Schauspielerin, Sängerin und Varietékünstlerin
- Maree, Sydney (* 1956), US-amerikanischer Mittel- und Langstreckenläufer südafrikanischer Herkunft
- Mareen, Mike (* 1949), deutscher Popsänger und MusikproduzentMike Mareen (* 1949)

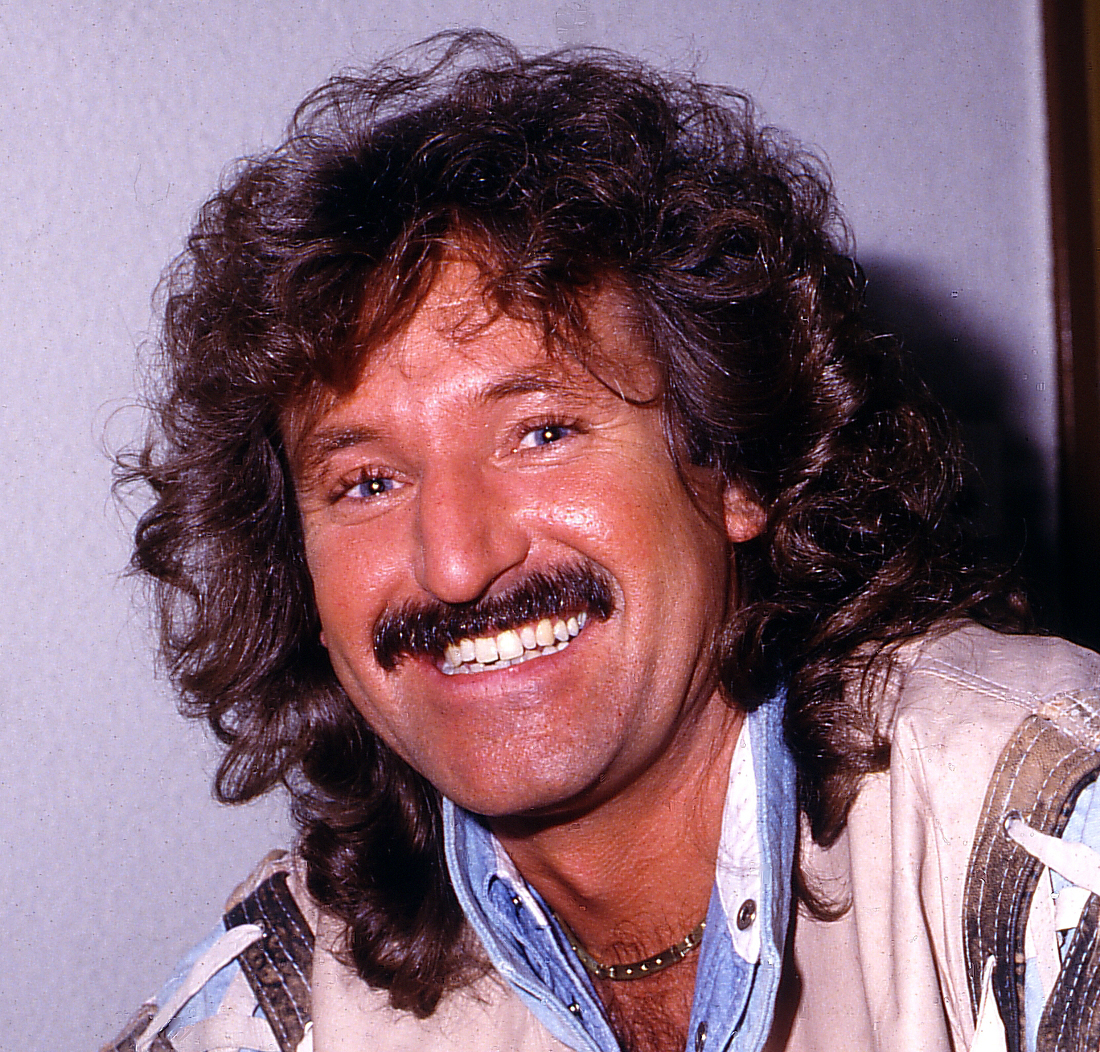
Mike Mareen (* 1949)

- Marées, Alexander von, anhaltischer Dichter und Kammerherr
- Marées, Friedrich von (1864–1914), deutscher Verwaltungsbeamter
- Marées, Hans von (1837–1887), deutscher Zeichner, Grafiker und Maler des Idealismus
- Marées, Horst de (1896–1988), deutscher Maler
- Marées, Horst de (1936–1994), deutscher Sportmediziner und Buchautor
- Marées, Louis von (1787–1864), preußischer Generalmajor
- Marees, Pieter de, niederländischer Entdeckungsreisender

### Maref
- Marefos, Andy (1917–1996), US-amerikanischer American-Football-Spieler
- Marefoschi, Prospero (1653–1732), italienischer Kurienkardinal

### Mareg
- Marega, Moussa (* 1991), malischer Fußballspieler
- Maregatti, Ruggero (1905–1963), italienischer Leichtathlet
- Maregotto, Asja (* 1997), italienische Ruderin
- Maregu, Joseph (* 1977), kenianischer Langstreckenläufer

### Mareh
- Marehn, Gisa (* 1971), deutsche Übersetzerin

### Marei
- Marei, Assem (* 1992), ägyptischer Basketballspieler
- Marei, Olivia (* 1990), deutsche Film-, TV- und Theaterschauspielerin
- Marei, Tijan (* 1996), deutsche Schauspielerin
- Mareich, Helmi (1924–2009), österreichische Schauspielerin

### Marek
- Marek, Andreas (* 1962), österreichischer Stadionsprecher, Sänger und ModeratorAndreas Marek (* 1962)

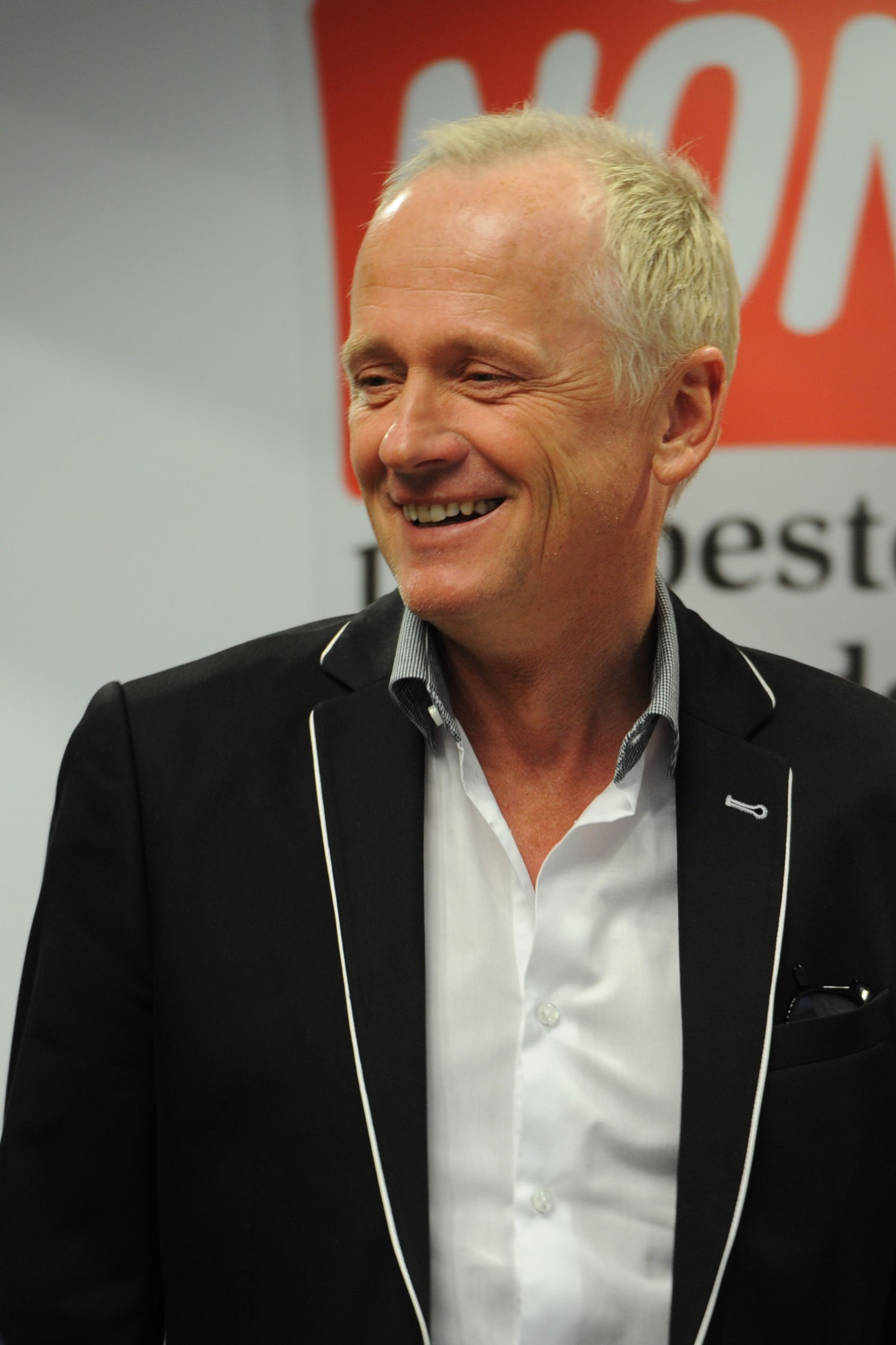
Andreas Marek (* 1962)

- Marek, Antonín (1785–1877), tschechischer Schriftsteller und Übersetzer
- Marek, Bruno (1900–1991), österreichischer Politiker (SPÖ), Bürgermeister von Wien, Mitglied des Bundesrates
- Marek, Bruno (1908–1987), österreichischer Flugpionier
- Marek, Christian (* 1950), deutscher Althistoriker und Epigraphiker
- Marek, Christine (* 1968), österreichische Politikerin (ÖVP), Abgeordnete zum Nationalrat
- Marek, Claus (* 1954), deutscher Zehnkämpfer
- Marek, Czesław (1891–1985), polnischer Komponist und Pianist
- Marek, Eva (* 1968), österreichische Juristin, Staatsanwältin und Richterin
- Marek, Ferdinand (1881–1947), österreichischer Diplomat
- Marek, Franz (1913–1979), österreichischer kommunistischer Politiker
- Marek, Gustav (1840–1896), deutscher Pflanzenbauwissenschaftler
- Marek, Hans (1923–2006), deutscher Maler
- Marek, Hedi (* 1927), österreichische Schauspielerin bei Bühne, Film und Fernsehen
- Marek, Heidi (* 1951), deutsche Romanistin
- Marek, Henryk (* 1939), polnischer Skilangläufer
- Marek, Jan (* 1947), tschechoslowakischer Eishockeytorwart
- Marek, Jan (1979–2011), tschechischer Eishockeyspieler
- Marek, Jiří (1914–1994), tschechischer Journalist und Schriftsteller
- Marek, Josef (1868–1952), ungarischer Tierarzt
- Marek, Józef (1930–1978), polnischer römisch-katholischer Geistlicher, Weihbischof in Breslau
- Marek, Jürgen (* 1951), deutscher Fußballspieler und -trainer
- Marek, Karl (* 1850), tschechisch-österreichischer Beamter, österreichischer Minister
- Marek, Karl (1860–1923), österreichischer Verwaltungsjurist, Finanzfachmann, Bankier und Finanzminister
- Marek, Krystyna (1914–1993), polnische Juristin und Völkerrechtlerin
- Marek, Martha (1897–1938), österreichische Serienmörderin
- Marek, Max (* 1957), deutscher Maler, Illustrator und Scherenschnittkünstler
- Marek, Michaela (1956–2018), tschechisch-deutsche Kunsthistorikerin
- Marek, Raoul (* 1953), Schweizer Künstler
- Marek, Tadek (1908–1982), polnischer Automobilingenieur
- Marek, Veselý (* 1996), Filmregisseur, Produzent und Drehbuchautor
- Marek, Volker (* 1944), deutscher Schauspieler

### Marel
- Marel, Jan van der (* 1968), niederländischer Triathlet
- Marelja, Aleksandar (* 1992), serbischer Basketballspieler
- Marell, Carsten (* 1970), deutscher Fußballspieler
- Marell, Gisela (* 1938), deutsche Sängerin
- Marell, Jakob (1649–1727), deutscher Jesuit und Knabenschänder
- Marella, Olinto (1882–1969), italienischer römisch-katholischer Priester, Seliger
- Marella, Paolo (1895–1984), italienischer Geistlicher, Kurienkardinal der römisch-katholischen Kirche
- Marelle, Charles (1827–1903), französischer Dozent und Schriftsteller
- Marelle, Luise († 1940), Schriftstellerin
- Marelli, Marco Arturo (* 1949), Schweizer Bühnenbildner und Opernregisseur
- Marelli, Michele (* 1978), italienischer Klarinettist und Bassetthorn-Solist
- Marelli, Stefano (* 1970), Schweizer Journalist und Schriftsteller
- Marello, Giuseppe (1844–1895), italienischer Bischof, Ordensgründer, Heiliger der römisch-katholischen Kirche

### Maren
- Maren (* 1952), deutsche Juristin und ehemalige Schlagersängerin
- Maren, Jerry (1920–2018), US-amerikanischer Schauspieler
- Marenah, Cherno, gambischer Jurist
- Marenah, Daba († 2006), gambischer Politiker
- Marenbach, Leny (1907–1984), deutsche Schauspielerin
- Marenbon, John (* 1955), englischer Philosoph
- Marenco Gutiérrez, José Dionisio (1946–2020), nicaraguanischer Politiker, Bürgermeister von Managua
- Marenco, Giovanni Battista (1853–1921), italienischer Ordensgeistlicher und römisch-katholischer Erzbischof
- Marenco, Romualdo (1841–1907), italienischer Musiker und Komponist
- Marendaz, Donald Marcus Kelway (1897–1988), britischer Ingenieur, Automobil- und Flugzeugbauer
- Marendaz, Mathilde (* 1997), Schweizer Politikerin
- Marengo, Giorgio (* 1974), italienischer römisch-katholischer Geistlicher, Apostolischer Präfekt von UlaanbaatarGiorgio Marengo (* 1974)

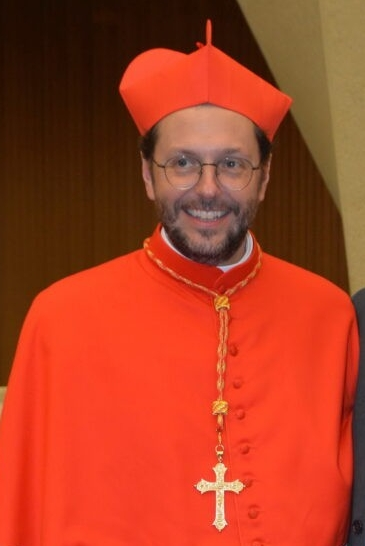
Giorgio Marengo (* 1974)

- Marengo, Gisella (* 1975), italienische Schauspielerin
- Marengo, Manuel (1906–1988), argentinischer Geistlicher
- Marengo, Orestes (1906–1998), italienischer Ordensgeistlicher, Missionar und Bischof
- Marengo, Umberto (* 1992), italienischer Radrennfahrer
- Marengula, Arsenio (* 1986), mosambikanischer Fußballschiedsrichterassistent
- Marenholtz, Anja von (* 1971), deutsche Politikerin (Bündnis 90/Die Grünen), MdL NRW
- Marenholtz, Boldewin von († 1532), deutscher Theologe und Abt
- Marenholtz, Curt Asche von (1619–1674), brandenburgischer Rat und Diplomat
- Marenholtz-Bülow, Bertha von (1810–1893), deutsche Kindergarten-Pädagogin
- Marenholz, Johann von (1617–1651), ostfriesischer Regierungs- und Geheimer Rat sowie Drost von Berum
- Marenić, Igor (* 1986), kroatischer Segler
- Marennikowa, Jekaterina Alexandrowna (* 1982), russische Handballspielerin und -trainerin
- Marent, Alexander (* 1969), österreichischer Skilangläufer
- Marent, Elmar (* 1947), österreichischer Polizist, Sicherheitsdirektor von Vorarlberg
- Marent, Franz (1890–1978), österreichischer Politiker (ÖVP), Landtagsabgeordneter zum Vorarlberger Landtag
- Marent, Manfred (* 1930), österreichischer Kapuziner und Missionar
- Marentes, Wilson (* 1985), kolumbianischer Radrennfahrer
- Marenzeller, Emil von (1845–1918), österreichischer Zoologe
- Marenzi von Tagliuno und Talgate, Anton Georg (1596–1662), Bischof von Triest
- Marenzi von Tagliuno und Talgate, Franz Anton (1805–1886), österreichischer Offizier, Geologe und Schriftsteller
- Marenzi von Tagliuno und Talgate, Franz Karl (1859–1940), österreichischer Offizier
- Marenzi von Tagliuno und Talgate, Gabriel Franz (1861–1934), österreichischer Offizier
- Marenzi von Tagliuno und Talgate, Joseph Ludwig (1853–1935), österreichischer Beamter
- Marenzio, Luca († 1599), italienischer Komponist

### Mareo
- Mareos, römischer Maler

### Marer
- Mareri, Philippa (1200–1236), Nonne und Klostergründerin

### Mares
- Marès i Deulovol, Frederic (1893–1991), katalanischer Bildhauer und Kunstsammler
- Marès i Gribbin, Joaquim Pere (1888–1964), spanischer Cellist und Musikpädagoge
- Mares, Abner (* 1985), mexikanischer Boxer
- Marès, Antoine (* 1950), französischer Historiker
- Mares, Detlev (* 1965), deutscher Historiker und Hochschullehrer
- Mareš, František (1850–1939), böhmischer Archivar, Historiker und Autor
- Mareš, František (1857–1942), tschechischer Nationaldemokrat, später faschistisch orientierter Politiker, Physiologe und Philosoph
- Mareš, Jakub (* 1987), tschechischer Fußballspieler
- Mareš, Jaroslav (1937–2021), tschechischer Schriftsteller und Reisender
- Marès, Jolanthe (* 1868), deutsche Schriftstellerin
- Mareš, Karel (1927–2011), tschechischer Komponist, Songwriter, Schauspieler und Theaterregisseur
- Mareš, Martin (* 1982), tschechischer Radrennfahrer
- Mares, Michael A. (* 1945), US-amerikanischer Mammaloge
- Mareš, Michal (1893–1971), tschechischer Journalist, Lyriker und Feuilletonist
- Mareš, Miroslav (* 1935), tschechoslowakischer Radrennfahrer
- Mareš, Miroslav (* 1974), tschechischer Jurist und Politikwissenschaftler
- Mares, Osmar (* 1987), mexikanischer Fußballspieler
- Mares, Paul (1900–1949), amerikanischer Jazzmusiker
- Mareš, Pavel (* 1976), tschechischer Fußballspieler
- Mareš, Radim (* 1940), tschechischer Wissenschaftler und Universitätsdozent
- Mares, Rolf (1930–2002), deutscher Theaterleiter und Politiker (parteilos), MdHB
- Mares, Uwe (* 1942), deutscher Segler
- Maresca, Enzo (* 1980), italienischer Fußballspieler und -trainerEnzo Maresca (* 1980)

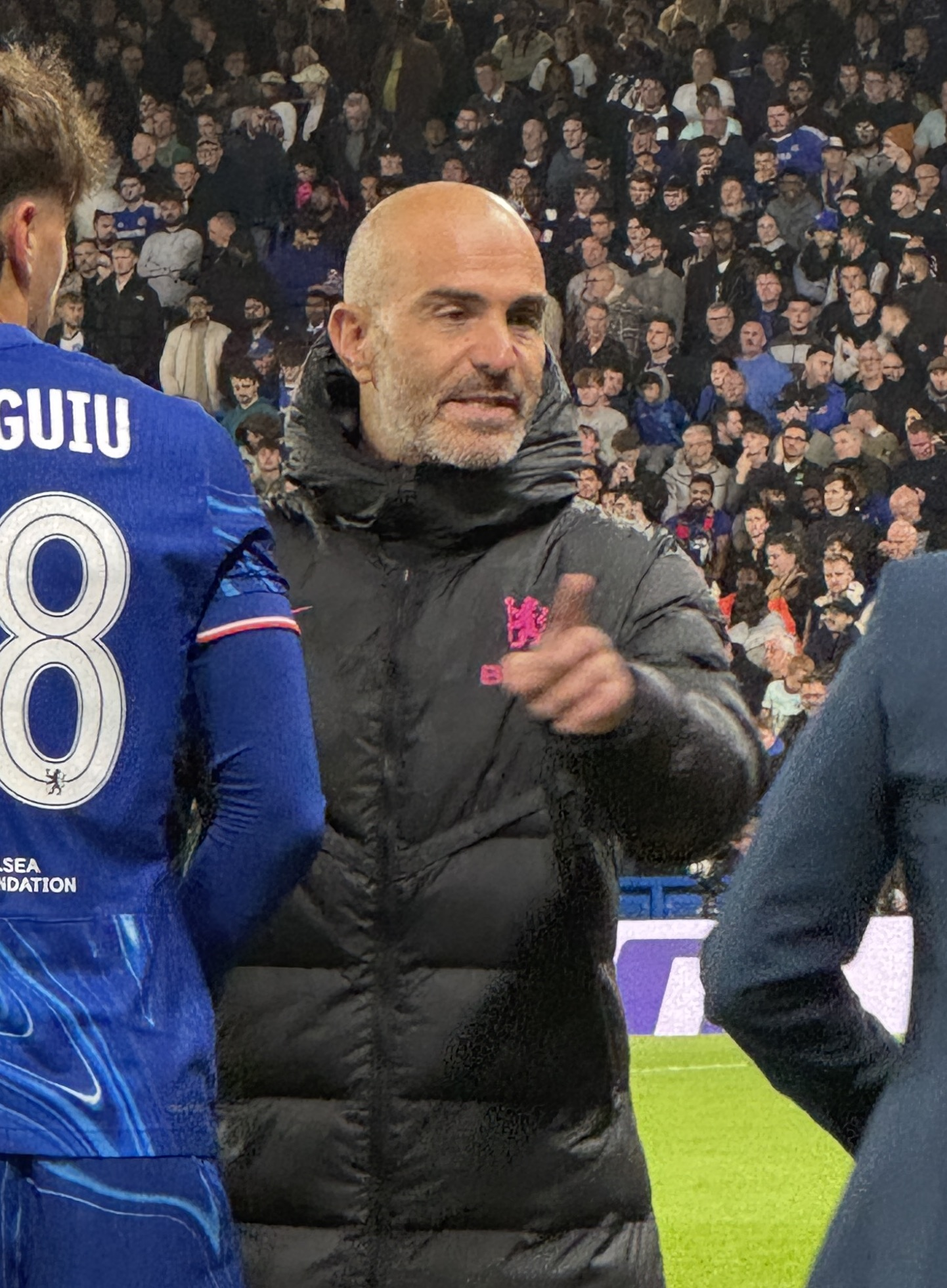
Enzo Maresca (* 1980)

- Maresca, Ernie (1938–2015), US-amerikanischer Popsänger und Songwriter
- Maresca, Fabio (* 1981), italienischer Fußballschiedsrichter
- Marescano, Vitaliano (1600–1667), italienischer Geistlicher, römisch-katholischer Bischof von Umbriatico
- Maresch, Anton (* 1991), österreichischer Basketballspieler
- Maresch, Franz (* 1972), österreichischer Fußballspieler und Trainer
- Maresch, Harald (1916–1986), austro-amerikanischer Schauspieler
- Maresch, Hubert (1874–1955), österreichischer Baumeister und Architekt
- Maresch, Johann Heinrich Ludwig (1801–1864), preußischer Generalmajor
- Maresch, Josef (1841–1915), österreichischer Architekt und Baumeister
- Maresch, Jürgen (* 1966), deutscher Politiker (PDS, Die Linke), MdL Brandenburg
- Maresch, Otto (1886–1945), österreichischer Jurist, Dozent und Person des österreichischen Konsumgenossenschaftswesens
- Maresch, Robert (1903–1989), deutscher Politiker (GB/BHE, GDP, SPD), MdL
- Maresch, Rüdiger (* 1952), österreichischer Politiker (GRÜNE), Landtagsabgeordneter und Gemeinderat
- Maresch, Rudolf (1868–1936), österreichischer Pathologe
- Maresch, Rudolf (* 1934), österreichischer Radrennfahrer
- Maresch, Rudolf (* 1954), deutscher Publizist, Journalist, Kritiker und Herausgeber
- Maresch, Simone (* 1958), deutsche Autorin und Künstlerin
- Maresch, Sven (* 1987), deutscher Judoka
- Maresch, Wolfgang (1918–1990), österreichischer Gerichtsmediziner und Hochschullehrer
- Mareschal, André, französischer Schriftsteller und Dramatiker
- Mareschal, Georges (1658–1736), französischer Chirurg
- Mareschall, Samuel († 1640), franko-flämischer Komponist und Organist der Renaissance
- Mareschall, Wenzel Philipp von (1785–1851), österreichischer Militär, Diplomat und Politiker
- Maresco, Franco (* 1958), italienischer Filmregisseur, Drehbuchautor, Filmproduzent und Filmeditor
- Marescot, Armand Samuel de (1758–1832), französischer Ingenieuroffizier
- Marescotti, André-François (1902–1995), Schweizer Komponist, Organist, Chorleiter und Musikpädagoge
- Marescotti, Antonio, italienischer Medailleur, vielleicht auch Bildhauer
- Marescotti, Galeazzo (1627–1726), italienischer Kardinal der Römischen Kirche
- Maresic, Dario (* 1999), österreichischer FußballspielerDario Maresic (* 1999)

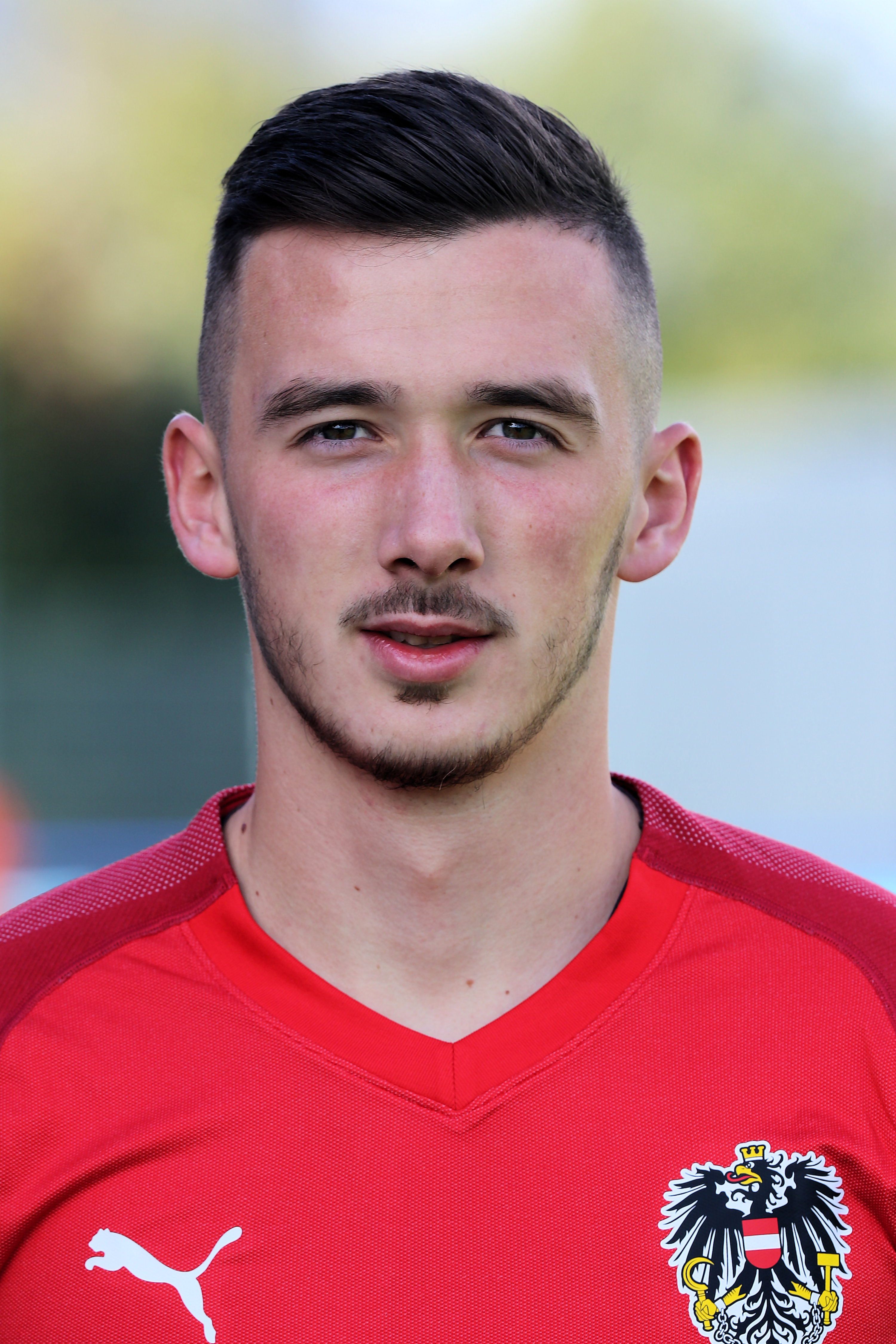
Dario Maresic (* 1999)

- Maresius, Samuel (1599–1673), reformierter Theologe
- Maresmes, François (1377–1463), spanischer Kartäusermönch
- Marešová, Milada (1901–1987), tschechische Künstlerin und Widerstandskämpferin
- Marešová, Oldřiška (* 1986), tschechische Hochspringerin
- Maressjew, Alexei Petrowitsch (1916–2001), sowjetischer Jagdflieger
- Marestani, Tarek (* 1940), syrischer Maler und Grafiker
- Marester, Éric (* 1984), französischer Fußballspieler
- Maresz, Yan (* 1966), monegassisch-französischer Komponist

### Maret
- Maret, Albert (1900–1984), Schweizer Elektroingenieur
- Maret, Arthur (1892–1987), Schweizer Politiker (SP)
- Maret, Cyrille (* 1987), französischer Judoka
- Maret, Emile (1897–1967), französischer Autorennfahrer
- Maret, Georg (* 1949), deutscher experimenteller Festkörperphysiker
- Maret, Grégoire (* 1975), Schweizer Jazzmusiker (Mundharmonika)
- Maret, Hugues-Bernard (1763–1839), französischer Staatsmann und Publizist
- Maret, Julien (* 1978), schweizerischer, französischsprachiger Autor
- Maret, Marianne (* 1958), Schweizer Politikerin
- Maret, Wilfried (* 1940), deutscher Kommunikations- und Industriedesigner, Erfinder, multivalenter Konzept- und Baukünstler, Zeichner und Fachautor
- Mareta, Hugo (1827–1913), österreichischer Benediktiner, Schulmann und Germanist
- Marett, Robert Ranulph (1866–1943), britischer Philosoph, Ethnologe, Volkskundler und Religionswissenschaftler
- Marette, Jacques (1922–1984), französischer Politiker (PCF), Mitglied der Nationalversammlung und des Senats
- Maretzek, Max (1821–1897), US-amerikanischer Operndirektor
- Maretzky, Oskar (1881–1945), deutscher Jurist und Politiker (DVP, DNVP, parteilos, NSDAP), MdR, MdL

### Mareu
- Mareuse, Marguerite (1889–1964), französischer Autorennfahrer

### Marew
- Marewski, Armin (* 1964), deutscher Schauspieler
- Marewski, Nina Maria (* 1966), deutsche Schriftstellerin

### Marey
- Marey, Étienne-Jules (1830–1904), französischer Physiologe und ErfinderÉtienne-Jules Marey (1830–1904)

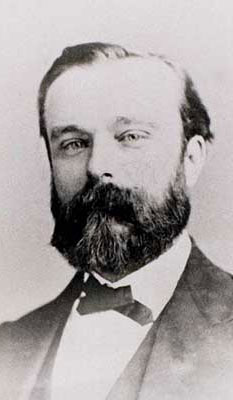
Étienne-Jules Marey (1830–1904)

### Marez
- Marez Oyens, Johannes Christiaan de (1845–1911), niederländischer Politiker
- Marez Oyens, Tera de (1932–1996), niederländische Komponistin
- Marezoll, Johann Gottlob (1761–1828), deutscher Theologe, Prediger und Hochschullehrer
- Marezoll, Theodor (1794–1873), deutscher Rechtswissenschaftler und Hochschullehrer